# Kinda södra landsfiskalsdistrikt
Kinda södra landsfiskalsdistrikt var 1918-1941 ett landsfiskalsdistrikt i Östergötlands län, bildat när Sveriges indelning i landsfiskalsdistrikt trädde i kraft den 1 januari 1918, enligt beslut den 7 september 1917. Landsfiskalsdistriktet avskaffades den 1 oktober 1941 (genom kungörelsen 28 juni 1941) när Sverige fick en ny indelning av landsfiskalsdistrikt. Av dess ingående områden överfördes kommunerna Kisa och Tidersrums landskommun och Västra Eneby till Kisa landsfiskalsdistrikt och kommunerna Horn och Hycklinge till det nybildade Rimforsa landsfiskalsdistrikt.
Landsfiskalsdistriktet låg under länsstyrelsen i Östergötlands län.

## Ingående områden

### Från 1918
Kinda härad:
- Horns landskommun
- Hycklinge landskommun
- Kisa landskommun
- Tidersrums landskommun
- Västra Eneby landskommun